# Diomma nunae
Diomma nunae är en insektsart som först beskrevs av Irena Dworakowska 1972.  Diomma nunae ingår i släktet Diomma och familjen dvärgstritar. Inga underarter finns listade i Catalogue of Life.